# Kerekes Pál (gépészmérnök)
Kerekes Pál (1913–?) magyar gépészmérnök, vitorlázórepülő, repülő pilóta.

## Életpálya
Gépészmérnök hallgatóként 1935-ben szerezte meg a vitorlázórepülő, majd a motoros repülő vizsgát. 35 különböző motoros repülőgéppel 1500 órát repült. Tanulmányai során a légcsavarok és az ejtőernyő hatékonyságának javításával foglalkozott. A második világháború után az esztergomi sportrepülőgépgyár főmérnöke.
1952-ben Székesfehérváron újra megkezdte az ejtőernyő gyártását. Nevéhez, tervező munkájához kapcsolódnak a korabeli, magyar ejtőernyő típusok. Egyik munkáját, a körkupolás 51M típusú ejtőernyőt a katonaság, továbbfejlesztett változatát – lengési tulajdonságainak csökkentését követően – az ejtőernyős sportolók is elismerően alkalmazták. Ezzel az ejtőernyővel 1957. október 6-án Kastély Sándor új világrekordot állított fel 1000 méteres célba ugrásban 0,825 méteres eredménnyel.
1956 elején a Magyarországon Törpeautó-program keretében, az Alba Regia mintaautóhoz a Rubik-féle gumibakos rugózást, és a vitorlázó repülőgépekhez hasonlatosan elhúzható, de akár le is vehető tető kialakításában jeleskedett.
Rubik Ernő segítőjeként részt vett a fém-vitorlázó repülőgép család kialakításában. Szakmai munkásságának egyik, jelentős eredménye a fém-vitorlázórepülő gépgyártás technológiájának kidolgozása. A vontatható ejtőernyő kialakításában is jelentős szakmai munkát végzett.

## Írásai
A vitorlázógép gyártásról és az új ejtőernyős konstrukciókról írt tanulmányokat.

## Szakmai sikerek
Nemzetközi Repülőszövetség (franciául: Fédération Aéronautique Internationale) (FAI) 15. magyarként, az 1963-ban megtartott kongresszusán Paul Tissandier diplomát adományozott részére.